# Hannah Nydahl
Hannah Nydahl (født 17. april 1947 København - død 1. april 2007 stds) var en dansk buddhist, lamini-lærer i tibetansk karma yugu-buddhisme, tibetansk tolk og Ole Nydahls hustru, med hvem hun grundlagde hundredvis af buddhistiske centre verden over. Hun talte blandt andet flydende tibetansk, som hun lærte på Københavns Universitet for at kunne kommunikere i Nepal, da de tibetanske lamaer ikke kunne engelsk. Hun oversatte buddhistiske tekster, bøger og artikler, samt tolkede for lamaerne samt organiserede lamaernes rejser, konferencer og møder verden over. Hun var anerkendt verden over for at bringe den tibetanske buddhisme til den vestlige kultur. 
Hannah fandt buddhismen på bryllupsrejsen sammen med Ole til Nepal i 1968-69. De to lærte hinanden at kende siden barndommen, da Hannah var 5 og Ole 10 år gamle.
Tidligt i år 2007 fik Hannah uventet konstateret lungekræft. Sygdommen var så fremskreden, at Hannah døde blot 3 måneder efter, den 1 april i København, midt under en meditation, omgivet af Ole og sine andre kære. 

## FNs Frihedspris
I juni 2015 blev FN's Frihedspris givet til Ole og posthumt til den afdøde Hannah for deres fælles arbejde for frihed og fred. Dette var anerkendelse af, at parret udover den fredelige buddhisme også formidlede tibetansk religion og kultur til resten af verdenen på trods af den kinesiske besættelse af landet.